# Uzungeçit
Uzungeçit (kurd. Derahine) ist eine Kleinstadt im Landkreis Uludere der türkischen Provinz Şırnak. Uzungeçit liegt in der  türkisch-irakischen Grenzregion in Südostanatolien auf 1.550 m über dem Meeresspiegel, ca. 17 km nordöstlich von Uludere. Der ursprüngliche Name der Ortschaft lautet Derhîn. Den Status als Belediye erhielt Uzungeçit im Jahr 1973.
1980 lebten 2.100 Menschen in Uzungeçit. 2009 hatte die Ortschaft 2.816 Einwohner.
Uzungeçit liegt im östlichen Taurus an einem Knotenpunkt zweier enger Talkessel. Die beiden höchsten Punkte in unmittelbarer Umgebung sind der Berg Tanin und der Berg Kel Mehmet („Kahler Mehmet“). Die Winter sind kalt und schneereich, die Sommer heiß und trocken. Die Region ist ländlich geprägt. Haupteinkommensquelle der männlichen Bevölkerung ist das Dorfschützertum. Daneben wird Viehzucht betrieben.
Verkehrstechnisch ist Uzungeçit von der Kreisstadt aus über zwei Straßen zu erreichen. Der kürzere Weg führt  über einen Pass und ist im Winter nicht passierbar.